# Faktoria Handlowa w Pruszczu Gdańskim

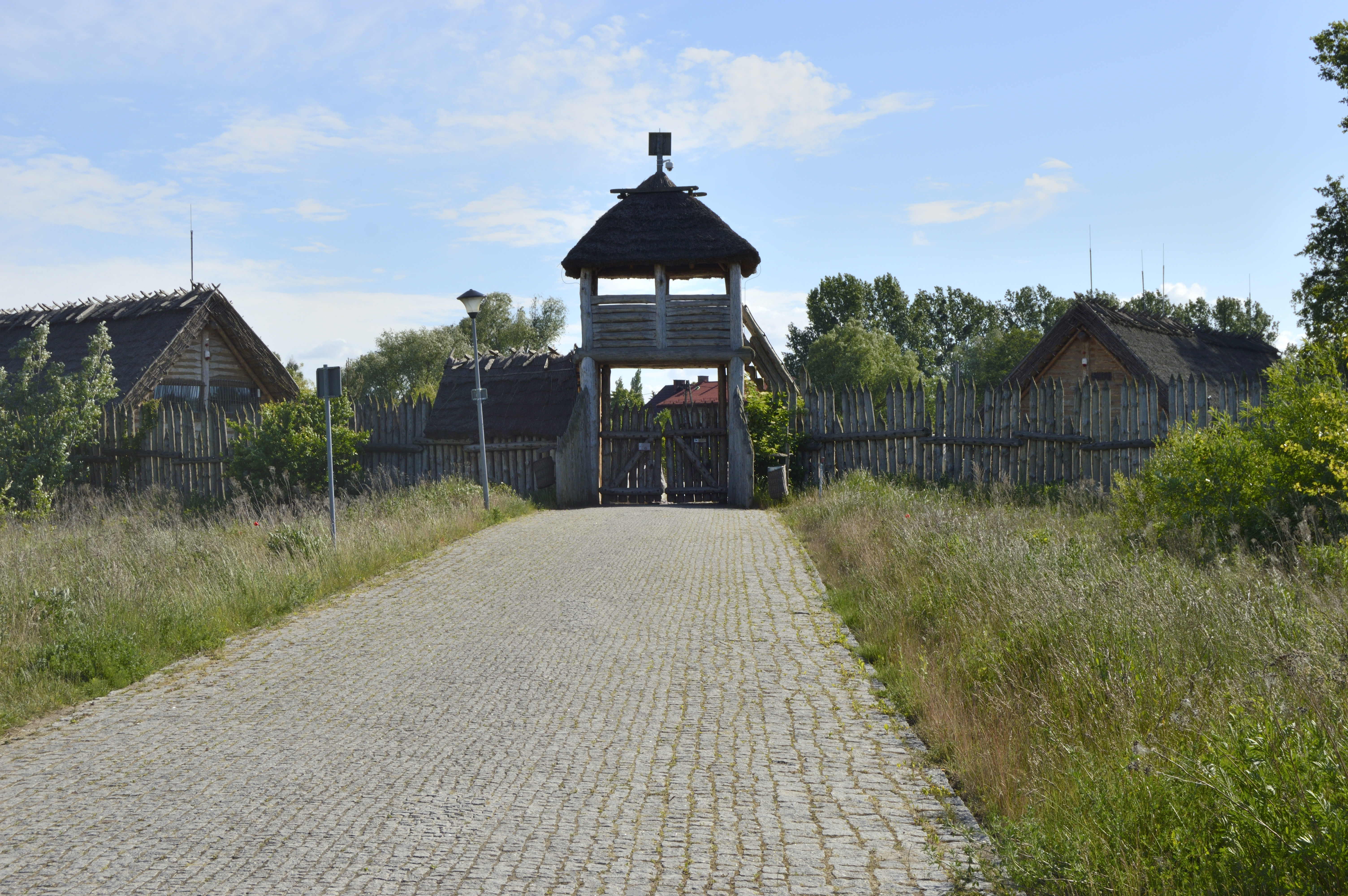
Brama główna do Faktorii Handlowej
w Pruszczu Gdańskim

Faktoria Handlowa – rekonstrukcja osady handlowej z okresu wpływów rzymskich na terenie Międzynarodowego Bałtyckiego Parku Kulturowego w Pruszczu Gdańskim, w województwie pomorskim. Obiekt otwarty został 21 lipca 2011 roku.
Faktoria jest osadą datowaną na okres świetności i schyłku Cesarstwa Rzymskiego (I–IV w.n.e), nawiązuje do funkcjonującego w tamtych czasach Szlaku Bursztynowego. O osadnictwie na tych terenach świadczą liczne wykopaliska prowadzone przez archeologów od końca XIX wieku.

## Edukacja
Faktoria spełnia przede wszystkim funkcję promocji dziedzictwa kulturowego obszaru Morza Bałtyckiego. W osadzie odbywają się spotkania z żywą archeologią w postaci zajęć lekcyjnych. Odbywają się one w Hali Targowej, gdzie za pomocą multimediów, a także replik strojów i różnych przyrządów życia codziennego przybliżane są młodzieży zagadnienia związane z pradziejami ziem polskich i Pomorza, pracami archeologicznymi, bursztynem i Szlakiem Bursztynowym. Zajęcia prowadzone są dla placówek oświatowych: od przedszkoli do szkół wyższych.

## Międzynarodowy Bałtycki Park Kulturowy
Faktoria Handlowa znajduje się na terenie Międzynarodowego Bałtyckiego Parku Kulturowego, który powstał w 2007 roku. Na terenie parku znajdują się m.in.: wydzielony plac zabaw, wielofunkcyjne boisko do gier w piłkę, urządzenia fitness na świeżym powietrzu oraz skatepark. Dla rowerzystów i rolkowców wydzielone są ścieżki.
W parku znajduje się także amfiteatr, który służy jako miejsce spotkań z muzyką, teatrem oraz teatrzykami dla dzieci. Faktoria Kultury to cykl imprez coweekendowych w okresie letnim.